# These Three Words
Singles de Stevie Wonder
Fun Day
(1991) For Your Love
(1995)
These Three Words est une chanson de l'auteur-compositeur-interprète américain Stevie Wonder publiée sur l'album Jungle Fever en 1991 et atteignant la 7e position du Billboard R&B.

## Contexte
Troisième piste de la bande originale de Jungle Fever, elle en est le troisième single après Gotta Have You et Fun Day.
La chanson est enregistrée aux Wonderland Studios, à Los Angeles en Californie.

### Signification
These Three Words est une ballade pop dans laquelle Wonder met en avant l'importance d'exprimer verbalement son amour, notamment dans le relation parents/enfants ou entre conjoints. Elle affirme le besoin de dire à l'autre “I love you”, les choeurs mentionnant la force de ces trois mots (these three words) pour sceller les relations et le bien-être que cela peut apporter.

### Crédits
- Stevie Wonder : Voix, piano, production
- Isaiah Sanders : synthétiseur
- Nathan Watts : basse
- Alvino Bennett : batterie
- Greg Poree : guitare
- Bridgette Bryant, Darryl Phinnessee, Dorian Holley, Kimberly Brewer, Lynne Fiddmont-Lindsey, Maysa Leak : chœurs[2]

## Formats
Le single sort chez Motown (référence 2143) en 45 tours , CD single et cassette audio.
| 1. | These Three Words (Single Radio Edit) | Stevie Wonder | 4:15 |
| 2. | These Three Words (LP Version)        | Stevie Wonder | 4:53 |

| 1. | These Three Words (Single Version) | Stevie Wonder |  |
| 2. | These Three Words (LP Version)     | Stevie Wonder |  |
| 3. | These Three Words (instrumental)   | Stevie Wonder |  |

## Classements
| Classement (1991)                 | Meilleure position |
| --------------------------------- | ------------------ |
| États-Unis (Billboard R&B Charts) | 7                  |

## Reprises
Informations issues de SecondHandSongs, sauf mention complémentaire.
- Trijntje Oosterhuis, sur For Once in My Life - Songs of Stevie Wonder Live (1999),
- Geoff Keezer (en), sur Zero One (2000),
- Eric Alexander (en), sur Song of No Regrets (2017).